# NGC 94
NGC 94 é uma galáxia espiral na direção da constelação de Andromeda. O objeto foi descoberto pelo astrônomo Guillaume Bigourdan em 1884, usando um telescópio refrator com abertura de 12 polegadas. Devido a sua moderada magnitude aparente (+14,6), é visível apenas com telescópios amadores ou com equipamentos superiores. 